# Скориков, Пётр Владимирович
Пётр Владимирович Скориков (1910 — 17.12.1977) — командир отделения 78-го гвардейского сапёрного батальона 68-й гвардейской стрелковой дивизии 26-й армии 3-го Украинского фронта, гвардии старший сержант.

## Биография
Родился в 1910 году в деревне Соколовка Серышевского района Амурской области. Окончил начальную школу. До призыва в армию работал трактористом на машинно-тракторной станции.
В 1942 году был призван в Красную Армию Серышевским райвоенкоматом. С марта того же года на фронте. Боевое крещение принял под Сталинградом, стал сапёром. Особо отличился в боях за освобождение Западной Украины, Венгрии. Полный кавалер Ордена Славы.
Летом 1944 года помощник командира отделения гвардии сержант Скориков под огнём противника участвовал в строительстве моста через реку Серет в районе села Мендзыгури. Показывая образцы мужества, Скориков личным примером увлекал за собой бойцов отделения. 15 июля 1944 года в боях на подступах к городу Львову во главе отделения проделал три прохода в минных полях противника и, сняв более 150 мин, обеспечил проход пехоте и танкам. Приказом от 26 июля 1944 года гвардии сержант Скориков Петр Владимирович награждён Орденом Славы 3-й степени.
В феврале 1945 года в боях за город Будапешт командир отделения гвардии старший сержант Скориков, действуя во главе отделения, под огнём противника обезвредил свыше 100 мин. В боях в предместье Кишпешт заменил выбывшего из строя командира взвода и обеспечил выполнение боевой задачи. Был представлен к награждению Орденом Славы. 7 марта 1945 года гвардии старший сержант Скориков заминировал подступы к мосту на шоссейной дороге в районе села Шопонья в 20 км от озера Балатон, был ранен, но до завершения работ не покинул поле боя. Приказом от 29 апреля 1945 года гвардии старший сержант Скориков Петр Владимирович награждён Орденом Славы 2-й степени. Приказом от 14 мая 1945 года гвардии старший сержант Скориков Петр Владимирович награждён орденом Славы 2-й степени.
День Победы встретил в Венгрии. Будучи награждённым тремя Орденами Славы не являлся полным кавалером. В 1945 году гвардии старший сержант Скориков был демобилизован.
Вернулся на родину. Трудился бригадиром тракторной бригады в родной деревне Соколовка, затем был избран председателем правления колхоза. В 1961 году переехал в город Белогорск, работал сторожем на узле связи, мостопоезде № 58, Росбакалее.
Указом Президиума Верховного Совета СССР от 23 марта 1963 года в порядке перенаграждения Скориков Пётр Владимирович награждён Орденом Славы 1-й степени. Аннулирован был Орден Славы 2-й степени, полученный в июне 1945 года. Стал полным кавалером Ордена Славы.
17 декабря 1977 года после тяжёлой болезни Пётр Владимирович Скориков скончался. Похоронен на кладбище города Белогорска.
Награждён двумя орденами Красной Звезды, орденами Славы трёх степеней, медалями «За отвагу», «За оборону Сталинграда» и другими. Именем Скорикова названа улица в городе Белогорске.